# Pentacontagono

Pentacontagono regolare con i vertici marcati

Un pentacontagono è un qualsiasi poligono con 50 lati ed altrettanti vertici ed angoli; il pentacontagono regolare è caratterizzato da angoli e lati tutti congruenti tra loro.

## Proprietà geometriche
Il numero delle diagonali D di un pentacontagono è il risultato della seguente formula, dove l è il numero dei suoi lati:
{\displaystyle D={\frac {l(l-3)}{2}}={\frac {50(50-3)}{2}}=1175}
mentre la somma dei suoi angoli interni, essendo pari a tanti angoli piatti quanti sono i suoi lati meno due, vale:
{\displaystyle 180^{\circ }\times (l-2)=(50-2)\times 180^{\circ }=8640^{\circ }}.

### Pentacontagono regolare
Ciascun angolo interno, per quanto detto precedentemente, vale:
{\displaystyle {\frac {8640^{\circ }}{50}}\ =172,8^{\circ }};
invece l'area A di un pentacontagono regolare di lato a è ricavabile dalla seguente formula:
{\displaystyle A={\frac {50}{4}}a^{2}\cot {\frac {\pi }{50}}\simeq 198,682a^{2}}.